# Cuspidaria altenai
Cuspidaria altenai is een tweekleppigensoort uit de familie van de Cuspidariidae. De wetenschappelijke naam van de soort is voor het eerst geldig gepubliceerd in 2005 door Knudsen.